# Broeck Pointe, Kentucky
Broeck Pointe, Kentucky (енгл. Broeck Pointe) град је у америчкој савезној држави Кентаки.

## Демографија
По попису из 2010. године број становника је 272, што је 22 (-7,5%) становника мање него 2000. године.
| Група             | 2000.       | 2010.       |
| Белци             | 276 (93,9%) | 256 (94,1%) |
| Афроамериканци    | 9 (3,1%)    | 13 (4,8%)   |
| Азијати           | 6 (2,0%)    | 0 (0,0%)    |
| Хиспаноамериканци | 3 (1,0%)    | 1 (0,4%)    |
| Укупно            | 294         | 272         |